# Queen Street (Auckland)
Pour les articles homonymes, voir Queen Street.
Queen Street est une des principales rues d'Auckland, qui traverse son centre-ville du nord au sud. Elle part du front de mer et s'étire jusqu'à Karangahape Road.